# A.P.E.X.
Apex (títol original: A.P.E.X.) és una pel·lícula estatunidenca de ciència-ficció dirigida per Phillip J. Roth i estrenada l'any 1994.
Ha estat doblada al català.

## Argument
El 2073, la Terra és un gegantesc camp de batalla. Colles de ciborgs anomenats els A.P.E.X. han estat programats per eliminar els últims supervivents humans, resistents al poder de les màquines. Només un home, el científic Nicolas Sinclair, transportat accidentalment al passat l'any 1973 quan treballava sobre les paradoxes temporals, pot impedir l'extermini de la raça humana.

## Repartiment
- Richard Keats: Nicholas Sinclair
- Mitchell Cox: Shepherd
- Lisa Ann Russell: Natasha Sinclair
- Marcus Aurelius: Taylor
- Adam Lawson: Rasheed
- David Jean Thomas: Dr. Elgin
- Brian Richard Peck: Desert Rat
- Anna B. Choi: Mishima
- Kristin Norton: Johnson
- Jay Irwin: Gunney
- Robert Tossberg: Pare el 1973
- Kathleen Randazzo: Mare el 1973
- Kareem H. Captan: Joey
- Merle Nicks: Vell
- Natasha Roth :

## Premis i nominacions
- Nominada l'any 1994 en els premis Fantasy Film.